# ضدآندروژن غیراستروئیدی
یک ضدآندروژن غیراستروئیدی (NSAA) یک آنتی آندروژن با ساختار شیمیایی غیراستروئیدی است. آن‌ها معمولاً آنتاگونیست‌های انتخابی و کامل یا خاموش گیرنده آندروژن (AR) هستند و با مسدود کردن مستقیم اثرات آندروژن‌هایی مانند تستوسترون و دی‌هیدروتستوسترون (DHT) عمل می‌کنند. NSAAها در درمان شرایط وابسته به آندروژن در مردان و زنان استفاده می‌شود. آن‌ها برعکس آنتی آندروژن‌های استروئیدی (SAAs) هستند که آنتی‌آندروژن‌هایی هستند که استروئید بوده و از نظر ساختاری با تستوسترون مرتبط هستند.

## مصارف پزشکی
NSAAها در پزشکی بالینی برای موارد زیر استفاده می‌شوند:
- سرطان پروستات در مردان
- بیماری‌های پوست و مو وابسته به آندروژن مانند آکنه، مردمویی،[۶] سبوره، و ریزش موی آندروژنیک در زنان
- هیپرآندروژنیسم، مانند سندرم تخمدان پلی‌کیستیک یا هیپرپلازی مادرزادی آدرنال، در زنان
- به عنوان یکی از اجزای هورمون درمانی برای زنان ترنس[۷]
- بلوغ زودرس در پسران
- پریاپیسم در مردان

### شکل‌های موجود
| نام ژنریک | کلاس         | نوع                                         | نام‌های تجاری)       | نوع تجویز     | عرضه | وضعیت    | Hits a    |
| --- | ------------ | ------------------------------------------- | ------------------- | ------------- | ---- | -------- | --------- |
| آمینوگلوتتیمید | غیراستروئیدی | مهارکننده سنتز آندروژن                      | Cytadren, Orimeten  | خوراکی        | ۱۹۶۰ | موجود ب  | ۲۲۲۰۰۰    |
| Apalutamide | غیراستروئیدی | آنتاگونیست AR                               | ارلیدا              | خوراکی        | ۲۰۱۸ | در دسترس | ۵۰٬۴۰۰    |
| بیکالوتامید | غیراستروئیدی | آنتاگونیست AR                               | کازودکس             | خوراکی        | ۱۹۹۵ | در دسترس | ۷۵۴۰۰۰    |
| ام‌دی‌وی۳۱۰۰ | غیراستروئیدی | آنتاگونیست AR                               | Xtandi              | خوراکی        | ۲۰۱۲ | در دسترس | ۳۲۸۰۰۰    |
| فلوتامید | غیراستروئیدی | آنتاگونیست AR                               | یولکسین             | خوراکی        | ۱۹۸۳ | در دسترس | ۷۱۲۰۰۰    |
| کتوکونازول | غیراستروئیدی | مهارکننده سنتز آندروژن و آنتاگونیست ضعیف AR | نیزورال، دیگران     | خوراکی، موضعی | ۱۹۸۱ | در دسترس | ۳٬۶۵۰٬۰۰۰ |
| نیلوتامید | غیراستروئیدی | آنتاگونیست AR                               | آناندرون، نیلاندرون | خوراکی        | ۱۹۸۷ | در دسترس | ۱۳۲۰۰۰    |
| Topilutamide | غیراستروئیدی | آنتاگونیست AR                               | اوکاپیل             | موضوعی        | ۲۰۰۳ | موجود ب  | ۳۶۳۰۰     |
| پی‌نوشت‌ها: a = بازدیدها = بازدیدهای جستجوی Google (از فوریه 2018). b = در دسترس بودن محدود / عمدتاً متوقف شده است. کلاس: استروئیدی = Steroidal antiandrogen. غیراستروئیدی = Nonsteroidal antiandrogen. منابع: به مقاله‌های جداگانه مراجعه کنید. |              |                                             |                     |               |      |          |           |

## جهت مطالعه
- Teutsch G, Goubet F, Battmann T, Bonfils A, Bouchoux F, Cerede E, Gofflo D, Gaillard-Kelly M, Philibert D (1994). "Non-steroidal antiandrogens: synthesis and biological profile of high-affinity ligands for the androgen receptor". J. Steroid Biochem. Mol. Biol. 48 (1): 111–9. doi:10.1016/0960-0760(94)90257-7. PMID 8136296.
- Singh SM, Gauthier S, Labrie F (2000). "Androgen receptor antagonists (antiandrogens): structure-activity relationships". Curr. Med. Chem. 7 (2): 211–47. doi:10.2174/0929867003375371. PMID 10637363.
- Iversen P, Melezinek I, Schmidt A (2001). "Nonsteroidal antiandrogens: a therapeutic option for patients with advanced prostate cancer who wish to retain sexual interest and function". BJU Int. 87 (1): 47–56. doi:10.1046/j.1464-410x.2001.00988.x. PMID 11121992.
- Klotz L, Schellhammer P (2005). "Combined androgen blockade: the case for bicalutamide". Clin Prostate Cancer. 3 (4): 215–9. doi:10.3816/cgc.2005.n.002. PMID 15882477.
- Gao W, Kim J, Dalton JT (2006). "Pharmacokinetics and pharmacodynamics of nonsteroidal androgen receptor ligands". Pharm. Res. 23 (8): 1641–58. doi:10.1007/s11095-006-9024-3. PMC 2072875. PMID 16841196.
  - Liu B, Su L, Geng J, Liu J, Zhao G (2010). "Developments in nonsteroidal antiandrogens targeting the androgen receptor". ChemMedChem. 5 (10): 1651–61. doi:10.1002/cmdc.201000259. PMID 20853390.
- Kunath F, Grobe HR, Rücker G, Motschall E, Antes G, Dahm P, Wullich B, Meerpohl JJ (2015). "Non-steroidal antiandrogen monotherapy compared with luteinizing hormone-releasing hormone agonists or surgical castration monotherapy for advanced prostate cancer: a Cochrane systematic review". BJU Int. 116 (1): 30–6. doi:10.1111/bju.13026. PMID 25523493.
- Kaur P, Khatik GL (2016). "Advancements in Non-steroidal Antiandrogens as Potential Therapeutic Agents for the Treatment of Prostate Cancer". Mini Rev Med Chem. 16 (7): 531–46. doi:10.2174/1389557516666160118112448. PMID 26776222.